# نیکلاس فیدلر
نیکلاس فیدلر (انگلیسی: Niclas Fiedler؛ زادهٔ ۷ مارس ۱۹۹۸) بازیکن فوتبال اهل آلمان است.